# Holland (Ohio)
Holland ist ein Village im Lucas County, Ohio, Vereinigte Staaten. Die Bevölkerung betrug 1.306 Einwohner bei der Volkszählung im Jahr 2000.

## Geographie und Verkehr
Die Gemeinde wird im Norden von der Angola Road begrenzt, von Wexford im Süden, von der Holloway Road im Westen und durch die Autobahnumfahrung von Toledo durch die Interstate 475/U.S. Highway 23 im Osten. Diese Umfahrung grenzt direkt an das Gewerbegebiet von Holland. 
Eine zweigleisige Strecke der Norfolk Southern Railway führt rund 90 Züge pro Tag durch Holland. Der erste Zug fuhr bereits am 22. Mai 1852 durch die Gemeinde. Damals wurde ein Eisenbahndepot südlich der Strecke an der Holloway Road errichtet. Zusammen mit dem Springfield Township will Holland ein Eisenbahnmuseum hier errichten. Ein historischer Güterzugbegleitwagen wurde bereits erworben.

## Geschichte
Holland wurde 1847 gegründet und 1923 eigenständig. Damals hatte der Ort 503 Einwohner.

## Persönlichkeiten
- Samuel Joseph Wurzelbacher (1973–2023), bekannt geworden als Joe der Klempner, Installateur und politischer Aktivist